# Kurt Nemetz
Kurt Nemetz (* 21. Juli 1926; † 6. Februar 2008) war ein österreichischer Radrennfahrer und nationaler Meister im Radsport.

## Sportliche Laufbahn
Nemetz war Bahnradsportler. Er startete bei den Olympischen Sommerspielen 1948 in London im Sprint und im Tandemrennen, wobei er mit Erich Welt den 9. Platz belegte. Nemetz startete auch bei den Olympischen Sommerspielen 1952 in Helsinki im 1000-Meter-Zeitfahren und belegte beim Sieg von Russell Mockridge den 9. Platz. Auch im Tandemrennen, in der Mannschaftsverfolgung und im Sprint war er am Start.
Er gewann die nationale Meisterschaft im Sprint 1951 und 1952. Er wurde am Südwestfriedhof bestattet.